# Stupovi
Stupovi este un sat din municipiul Podgorica, Muntenegru. Conform datelor de la recensământul din 2003, localitatea are 67 de locuitori (la recensământul din 1991 erau 72 de locuitori).

## Demografie
În satul Stupovi locuiesc 60 de persoane adulte, iar vârsta medie a populației este de 49,0 de ani (48,8 la bărbați și 49,2 la femei). În localitate sunt 27 de gospodării, iar numărul mediu de membri în gospodărie este de 2,48.
|  |

| Demografie | Demografie | Demografie |
| An         | Locuitori  | Locuitori  |
| ---------- | ---------- | ---------- |
|            |            |            |
|            |            |            |
|            |            |            |
|            |            |            |
| 1948       | 237        |            |
| 1953       | 267        |            |
| 1961       | 270        |            |
| 1971       | 203        |            |
| 1981       | 151        |            |
| 1991       | 72         | 72         |
| 2003       | 68         | 67         |

| \| Componența etnică conform recensământului din 2011 \| Componența etnică conform recensământului din 2011 \| Componența etnică conform recensământului din 2011 \| Componența etnică conform recensământului din 2011 \| Componența etnică conform recensământului din 2011 \| \| -------------------------------------------------- \| -------------------------------------------------- \| -------------------------------------------------- \| -------------------------------------------------- \| -------------------------------------------------- \| \| \| \| \| \| \| \| Sârbi \| Sârbi \| \| \| 90% \| \| Muntenegreni \| Muntenegreni \| \| \| 10% \| \| necunoscută \| necunoscută \| \| \| 0% \| |              |  |  |     |
| Componența etnică conform recensământului din 2011 |              |  |  |     |
| |              |  |  |     |
| Sârbi | Sârbi        |  |  | 90% |
| Muntenegreni | Muntenegreni |  |  | 10% |
| necunoscută | necunoscută  |  |  | 0%  |

| \| Componența etnică conform recensământului din 2003[2] \| Componența etnică conform recensământului din 2003[2] \| Componența etnică conform recensământului din 2003[2] \| Componența etnică conform recensământului din 2003[2] \| Componența etnică conform recensământului din 2003[2] \| \| ----------------------------------------------------- \| ----------------------------------------------------- \| ----------------------------------------------------- \| ----------------------------------------------------- \| ----------------------------------------------------- \| \| \| \| \| \| \| \| Muntenegreni \| Muntenegreni \| \| 30 \| 44,77% \| \| Sârbi \| Sârbi \| \| 28 \| 41,79% \| \| necunoscută \| necunoscută \| \| 0 \| 0% \| |              |  |    |        |
| Componența etnică conform recensământului din 2003 |              |  |    |        |
| |              |  |    |        |
| Muntenegreni | Muntenegreni |  | 30 | 44,77% |
| Sârbi | Sârbi        |  | 28 | 41,79% |
| necunoscută | necunoscută  |  | 0  | 0%     |